# Liste der Baudenkmäler in Bredeney
Die Liste der Baudenkmäler in Bredeney enthält die denkmalgeschützten Bauwerke auf dem Gebiet von Essen-Bredeney, Stadtbezirk IX, in Nordrhein-Westfalen (Stand: Oktober 2018). Diese Baudenkmäler sind in der Denkmalliste der Stadt Essen eingetragen; Grundlage für die Aufnahme ist das Denkmalschutzgesetz Nordrhein-Westfalen (DSchG NRW).

| Bild                                                                | Bezeichnung                                                         | Lage                                                                           | Beschreibung | Bauzeit                     | Eingetragen seit  | Denkmal- nummer |
| ------------------------------------------------------------------- | ------------------------------------------------------------------- | ------------------------------------------------------------------------------ | --- | --------------------------- | ----------------- | --------------- |
| Wohnhaus Siedlung Brandenbusch / Hügel Krupp                        | Wohnhaus Siedlung Brandenbusch / Hügel Krupp                        | Am Brandenbusch 13/15 / Waldtrautstraße 29 Karte                               | | 1913                        | 8. Juni 1989      | 398             |
| Wohnhaus Siedlung Brandenbusch / Hügel Krupp                        | Wohnhaus Siedlung Brandenbusch / Hügel Krupp                        | Am Brandenbusch 17/19 Karte                                                    | | 1912–1913                   | 8. Juni 1989      | 399             |
| Wohnhaus                                                            | Wohnhaus                                                            | Am Heissiwald 13 Karte                                                         | | vor 1876                    | 13. Oktober 1994  | 833             |
| BW                                                                  | Fachwerkhaus                                                        | Am Heissiwald 19 Karte                                                         | | 18. Jahrhundert             | 8. Juni 1989      | 400             |
| Fachwerkhaus                                                        | Fachwerkhaus                                                        | Am Heissiwald 21 Karte                                                         | | 18. Jahrhundert             | 8. Juni 1989      | 401             |
| Wohnhaus                                                            | Wohnhaus                                                            | Am Ruhrstein 41 Karte                                                          | | 1929–1930                   | 13. März 1997     | 885             |
| weitere Bilder                                                      | Wasser-Hochbehälter                                                 | Am Tann Karte                                                                  | Erbaut durch die Friedrich Krupp AG, Gas- und Wasserwerke zur Wasserversorgung der Villa Hügel, der Krupp-Wohnkolonien und der Krupp-Gussstahlfabrik, siehe auch: Wasserwerk Wolfsbachtal | 1918–1919                   | 29. Juli 2003     | 930             |
| Wohnhaus                                                            | Wohnhaus                                                            | Am Wiesental 38 Karte                                                          | | 1909                        | 8. Juni 1989      | 402             |
| weitere Bilder                                                      | Klusen-Ensemble mit Klusenkapelle St. Ägidius                       | An der Kluse 26–27 a, b Karte                                                  | | erste Erwähnung 1359        | 14. Februar 1985  | 63              |
| Wohnhaus Siedlung Brandenbusch / Hügel Krupp                        | Wohnhaus Siedlung Brandenbusch / Hügel Krupp                        | Arnoldstraße 4/6 Karte                                                         | | 1896–1897                   | 8. Juni 1989      | 403             |
| Wohnhaus Siedlung Brandenbusch / Hügel Krupp                        | Wohnhaus Siedlung Brandenbusch / Hügel Krupp                        | Arnoldstraße 8/10 Karte                                                        | | 1896–1897                   | 8. Juni 1989      | 404             |
| Wohnhaus Siedlung Brandenbusch / Hügel Krupp                        | Wohnhaus Siedlung Brandenbusch / Hügel Krupp                        | Arnoldstraße 12/14 Karte                                                       | | 1896–1897                   | 8. Juni 1989      | 405             |
| Wohnhaus Siedlung Brandenbusch / Hügel Krupp                        | Wohnhaus Siedlung Brandenbusch / Hügel Krupp                        | Arnoldstraße 18 / Waldtrautstraße 21/23 Karte                                  | | 1912–1913                   | 8. Juni 1989      | 406             |
| Wohnhaus Siedlung Brandenbusch / Hügel Krupp                        | Wohnhaus Siedlung Brandenbusch / Hügel Krupp                        | Arnoldstraße 20/22/24 Karte                                                    | | 1912–1913                   | 8. Juni 1989      | 407             |
| Wohnhaus Siedlung Brandenbusch / Hügel Krupp                        | Wohnhaus Siedlung Brandenbusch / Hügel Krupp                        | Arnoldstraße 26/28 Karte                                                       | | 1898–1899                   | 8. Juni 1989      | 408             |
| weitere Bilder                                                      | Ruine Neue Isenburg                                                 | Baldeney Karte                                                                 | Burgruine, nach der 1226 zerstörten Hattinger Isenburg benannt; um 1240 durch Graf Dietrich von Altena-Isenberg erbaut | 1242                        | 14. Februar 1985  | 64              |
| BW                                                                  | Fachwerkhaus                                                        | Baldeney 18 Karte                                                              | | 1836                        | 8. Juni 1989      | 572             |
| BW                                                                  | Fachwerkhaus                                                        | Baldeney 19 Karte                                                              | | Anfang 19. Jahrhundert      | 8. Juni 1989      | 573             |
| Fachwerkgebäude                                                     | Fachwerkgebäude                                                     | Baldeney 36 Karte                                                              | | 18./19. Jahrhundert         | 8. Juni 1989      | 574             |
| BW                                                                  | Emil-Frick-Heim                                                     | Baldeney 42 Karte                                                              | | 1921                        | 29. Juli 2003     | 932             |
| Wohnhaus                                                            | Wohnhaus                                                            | Bredeneyer Straße 7 Karte                                                      | | Ende 19. Jahrhundert        | 10. August 1989   | 524             |
| Wohnhaus                                                            | Wohnhaus                                                            | Bredeneyer Straße 9 Karte                                                      | | Ende 19. Jahrhundert        | 8. Juni 1989      | 409             |
| Wohnhaus                                                            | Wohnhaus                                                            | Bredeneyer Straße 13 Karte                                                     | | 1896–1897                   | 10. Dezember 1987 | 242             |
| Wohnhaus                                                            | Wohnhaus                                                            | Bredeneyer Straße 16 Karte                                                     | | nach 1905                   | 8. September 1994 | 821             |
| Wohnhaus                                                            | Wohnhaus                                                            | Bredeneyer Straße 23 Karte                                                     | | 1900–1905                   | 8. Juni 1989      | 410             |
| Wohnhaus                                                            | Wohnhaus                                                            | Bredeneyer Straße 30 Karte                                                     | | um 1910                     | 8. September 1994 | 822             |
| Wohnhaus                                                            | Wohnhaus                                                            | Bredeneyer Straße 32 Karte                                                     | | um 1880                     | 10. Mai 1990      | 557             |
| weitere Bilder                                                      | ehemaliges Rathaus Bredeney                                         | Bredeneyer Straße 131 Karte                                                    | Das alte Rathaus des Architekten Oskar Kunhenn aus dem Jahr 1902 war bis zur Eingemeindung zur Stadt Essen am 1. April 1915 Sitz der Bürgermeisterei der Gemeinde Zweihonnschaften, bestehend aus den Ortschaften Bredeney und Schuir, die seit 3. April 1875 bestand und am 1. September 1902 zur Bürgermeisterei erhoben wurde. 1910 kam die Gemeinde Haarzopf zur Bürgermeisterei hinzu. Nach 1915 diente das Gebäude noch viele Jahre als Dienststelle der Stadt Essen. Bis in die Mitte der 1960er Jahre waren hier standesamtliche Hochzeiten möglich. Seit 1982 ist in dem Gebäude eine Schule für Ergotherapie des Landschaftsverbands Rheinland (LVR) untergebracht. Am 14. Februar 1985 wurde das Haus mit der im Stil der Neorenaissance gestalteten Außen- und Innenarchitektur in die Denkmalliste der Stadt Essen eingetragen. Der Rat der Stadt Essen beschloss im Februar 2019 den Verkauf des Rathauses an einen Bredeneyer Unternehmer, der es unter Berücksichtigung des Denkmalschutzes sanieren und als Bürogebäude nutzen möchte. Die Schule für Ergotherapie wird hier erhalten bleiben. | 1901–1902                   | 14. Februar 1985  | 65              |
| Wohnhaus Siedlung Brandenbusch / Hügel Krupp                        | Wohnhaus Siedlung Brandenbusch / Hügel Krupp                        | Eckbertstraße 1/3 Karte                                                        | | 1902–1903                   | 8. Juni 1989      | 411             |
| weitere Bilder                                                      | Evangelische Kirche mit Gemeindehaus der Siedlung Brandenbusch      | Eckbertstraße 6/8 Karte                                                        | Entwurf: August Senz, Bauleitung: Carl Nordmann | 1906                        | 8. Juni 1989      | 412             |
| ehemaliges Logierhaus Krupp                                         | ehemaliges Logierhaus Krupp                                         | Freiherr-Vom-Stein-Straße 92a/b Karte                                          | | 1898 (umgebaut)             | 9. August 1990    | 575             |
| BW                                                                  | Hof Oberbarnscheidt                                                 | Freiherr-Vom-Stein-Straße 167a Karte                                           | | 1755                        | 14. Mai 1987      | 206             |
| weitere Bilder                                                      | Schloss Baldeney                                                    | Freiherr-Vom-Stein-Straße 386a Karte                                           | ging aus einer mittelalterlichen Wasserburg hervor und gab dem 1933 gebauten, angrenzenden Baldeneysee seinen Namen | 14. Jahrhundert             | 14. Februar 1985  | 66              |
| BW                                                                  | Fachwerkhaus                                                        | Fuchsgang 9 Karte                                                              | | um 1800                     | 9. Dezember 1993  | 794             |
| Wohnhaus                                                            | Wohnhaus                                                            | Graf-Bernadotte-Straße 15/17 Karte                                             | | 1924–1926                   | 10. August 1989   | 525             |
| Graf-Spee-Schule                                                    | Graf-Spee-Schule                                                    | Graf-Spee-Straße 23 Karte                                                      | | um 1910                     | 9. August 1990    | 576             |
| Grashofschule                                                       | Grashofschule                                                       | Grashofstraße 55/57 Karte                                                      | Grashof-Gymnasium, erbaut als Lyzeum mit Turnhallen und Aulagebäude nach Entwurf des Architekten Alfred Fischer im Stil des Neuen Bauens | 1929–1932                   | 23. November 1989 | 549             |
| ehemaliges Direktorenwohnhaus der Grashofschule                     | ehemaliges Direktorenwohnhaus der Grashofschule                     | Grashofstraße 59 Karte                                                         | Entworfen als Direktorenwohnhaus zum benachbarten Lyzeum vom Architekten Alfred Fischer im Stil des Neuen Bauens | 1928–1929                   | 12. Juni 1997     | 589             |
| Wohnhaus Siedlung Brandenbusch                                      | Wohnhaus Siedlung Brandenbusch                                      | Haraldstraße 6/8/10 Karte                                                      | | 1908–1909                   | 8. Juni 1989      | 413             |
| Villa                                                               | Villa                                                               | Hohe Buchen 12 Karte                                                           | Vom Architekten Alfred Fischer für den Direktor der Hoch Tief AG Wilhelm Kern entworfenes Wohnhaus. | 1923                        | 10. Dezember 1987 | 243             |
|                                                                     | Wohnhaus                                                            | Hohe Buchen 13                                                                 | Villa für Clara Freifrau von Waldthausen geb. Korte | 1937                        | 30. April 2013    | 965             |
| weitere Bilder                                                      | Villa Hügel mit Hügelpark                                           | Hügel 1 Karte                                                                  | vom Großindustriellen Alfred Krupp errichtet, diente der Familie Krupp als Wohn- und Repräsentationshaus; ist heute öffentlich zugänglich und dient zum Teil diversen Ausstellungen und Veranstaltungen | 1868–1873                   | 10. Juli 1986     | 137             |
| Wohnhaus Siedlung Brandenbusch                                      | Wohnhaus Siedlung Brandenbusch                                      | Klausstraße 1 / Haraldstraße 12/14 Karte                                       | | 1909–1910                   | 8. Juni 1989      | 414             |
| Wohnhaus Siedlung Brandenbusch                                      | Wohnhaus Siedlung Brandenbusch                                      | Klausstraße 2/4 Karte                                                          | | 1901                        | 8. Juni 1989      | 415             |
| Wohnhaus Siedlung Brandenbusch                                      | Wohnhaus Siedlung Brandenbusch                                      | Klausstraße 7/9 Karte                                                          | | 1900                        | 8. Juni 1989      | 416             |
| Wohnhaus Siedlung Brandenbusch                                      | Wohnhaus Siedlung Brandenbusch                                      | Klausstraße 10/12/14/16/18 / Am Brandenbusch 11 Karte                          | | 1907                        | 8. Juni 1989      | 418             |
| Wohnhaus Siedlung Brandenbusch                                      | Wohnhaus Siedlung Brandenbusch                                      | Klausstraße 11/13 Karte                                                        | | 1901–1902                   | 8. Juni 1989      | 417             |
| Villa                                                               | Villa                                                               | Markuspfad 2 Karte                                                             | | 1923                        | 10. Dezember 1987 | 244             |
| Wohnhaus mit ehemaliger Garage                                      | Wohnhaus mit ehemaliger Garage                                      | Markuspfad 3-5 Karte                                                           | Villa für Fritz von Waldthausen | 1922–1923                   | 30. Oktober 2001  | 917             |
| Wohnhaus                                                            | Wohnhaus                                                            | Markuspfad 10 Karte                                                            | | nach 1920                   | 13. Oktober 1994  | 834             |
| BW                                                                  | Polizeischule                                                       | Norbertstraße 165 Karte                                                        | nach einem Entwurf des Architekten Bruno Kleinpoppen im Stil des Neuen Bauens als Landespolizeischule errichtet; Denkmalschutz im Oktober 2011 auf die Außenanlagen erweitert; Zukunft des leerstehenden Komplexes ungewiss | 1932–1934                   | 12. August 1986   | 193             |
| Kinderheim der Funke-Stiftung                                       | Kinderheim der Funke-Stiftung                                       | Reckmannshof 9 Karte                                                           | Architekt: Albert Erbe | 1913                        | 23. November 1989 | 550             |
| weitere Bilder                                                      | Goethe-Gymnasium                                                    | Ruschenstraße 1 Karte                                                          | erbaut nach Entwurf der Düsseldorfer Architekten Otto Herold und Laurenz Lander; nach 1945 Sitz des ursprünglich in Rüttenscheid ansässigen Goethe-Gymnasiums | 1913                        | 14. Februar 1985  | 68              |
| Wohnhaus Siedlung Brandenbusch                                      | Wohnhaus Siedlung Brandenbusch                                      | Waldtrautstraße 25/27 Karte                                                    | | 1913–1914                   | 8. Juni 1986      | 419             |
| Grabmal der Familie F. O. Müller                                    | Grabmal der Familie F. O. Müller                                    | Westerwaldstraße 6/Städt. Friedhof Bredeney, Feld 1, Familiengrab 17 a-c Karte | eine der ersten neuzeitlichen Urnenbeisetzungen seit vorchristlicher Zeit im heutigen Gebiet der Stadt Essen, Asche wurde aus Darmstadt überführt | 1914                        | 22. Mai 1997      | 47              |
| Grabmal (Mausoleum) der Familien Julius W. und G. Ernst Waldthausen | Grabmal (Mausoleum) der Familien Julius W. und G. Ernst Waldthausen | Westerwaldstraße 6 / Städt. Friedhof Bredeney, Feld 22, Grab 126/128 Karte     | 1955–1956 vom aufgehobenen Friedhof am Kettwiger Tor nach Bredeney transloziert | etwa zwischen 1856 und 1875 | 30. November 2004 | 938             |
| Grabmal der Familie F. A. von Waldthausen                           | Grabmal der Familie F. A. von Waldthausen                           | Westerwaldstraße 6 / Städt. Friedhof Bredeney, Feld 22, Grab 146 Karte         | vom 1955 aufgehobenen Friedhof am Kettwiger Tor nach Bredeney transloziert | 1924                        | 10. März 1994     | 805             |
| Grabmal der Familie Friedrich Hohendahl                             | Grabmal der Familie Friedrich Hohendahl                             | Westerwaldstraße 6 / Städt. Friedhof Bredeney, Feld 23, Grab 9 Karte           | 1957 vom Nordfriedhof Düsseldorf nach Bredeney transloziert | 1906 oder 1907              | 26. Februar 2002  | 921             |
| weitere Bilder                                                      | Wasserturm Essen-Bredeney                                           | Walter-Sachsse-Weg 17, im Zweihonnschaftenwald Karte                           | stillgelegt, etwa 2002 Ausbau des Turmschafts mit Wohn- und Büroräumen | 1921                        | 9. August 1990    | 577             |
| BW                                                                  | Bungalow-Villa Brost                                                | Zeißbogen 28 Karte                                                             | Villa des Verlegers Erich Brost und seiner ersten und zweiten Ehefrau; Architekt: Friedrich Schneider (1901–1981) | 1953–1954                   | 4. November 2021  | 994             |